# Cleora atriclava
Cleora atriclava es una especie de polilla de la familia Geometridae. La especie fue descrita por primera vez por Louis Beethoven Prout en 1927 con distribución en Madagascar. El holotipo de la especie fue descrita en los alrededores de Antsiranana.